# Seivässaaret (ö i Södra Savolax)
Seivässaaret är en ö i Finland. Den ligger i sjön Pihlajavesi och i kommunen Nyslott i  landskapet Södra Savolax, i den sydöstra delen av landet, 280 km nordost om huvudstaden Helsingfors. Öns area är 7 hektar och dess största längd är 500 meter i nord-sydlig riktning.  Notera att namnet antyder att det är fråga om flera öar.